# Motya stroca
Motya stroca är en fjärilsart som beskrevs av William Schaus 1906. Motya stroca ingår i släktet Motya och familjen trågspinnare. Inga underarter finns listade i Catalogue of Life.